# Jingxi (socken i Kina, Sichuan, lat 31,75, long 108,23)
Jingxi (kinesiska: 井溪乡, 井溪) är en socken i Kina. Den ligger i provinsen Sichuan, i den sydvästra delen av landet, omkring 410 kilometer öster om provinshuvudstaden Chengdu. Antalet invånare är 7 417. Befolkningen består av 3 712 kvinnor och 3 705 män. Barn under 15 år utgör 28,0 %, vuxna 15-64 år 57 %, och äldre över 65 år 14,0 %.
Genomsnittlig årsnederbörd är 1 617 millimeter. Den regnigaste månaden är september, med i genomsnitt 315 mm nederbörd, och den torraste är januari, med 9 mm nederbörd.